# Frans Walschartz
Frans Walschartz (aussi François Walschartz et parfois, à tort, Jean Walschartz), né en 1597 ou 1598 à Liège et mort en 1665 ou 1679, est un peintre baroque des Pays-Bas méridionaux.

## Biographie
Fils d'un orfèvre, il se forme à Anvers d'où est originaire son père et où il aurait fréquenté l'atelier de Rubens, à Liège (1618-1620) puis se rend à Romevers 1620 où il est l'élève du peintre caravagesque Carlo Saraceni.
De retour à Liège en 1626, il y travaille jusqu'en 1646 ; il s'installe à Maastricht de 1646 à 1670. Le lieu et la date de sa mort ne sont pas connus.

## Œuvre
Walschartz peint des thèmes religieux.
Son Adoration des bergers de 1626 est conservée dans l'Église Notre-Dame de Foy à Foy-Notre-Dame près de Dinant ; une Adoration des Mages, inspirée de Rubens, à Liège et une Sainte Famille à Malmedy dans la chapelle des Capucins. D'autres œuvres sont conservées dans les églises de Zepperen et Mechelen-aan-de-Maas .

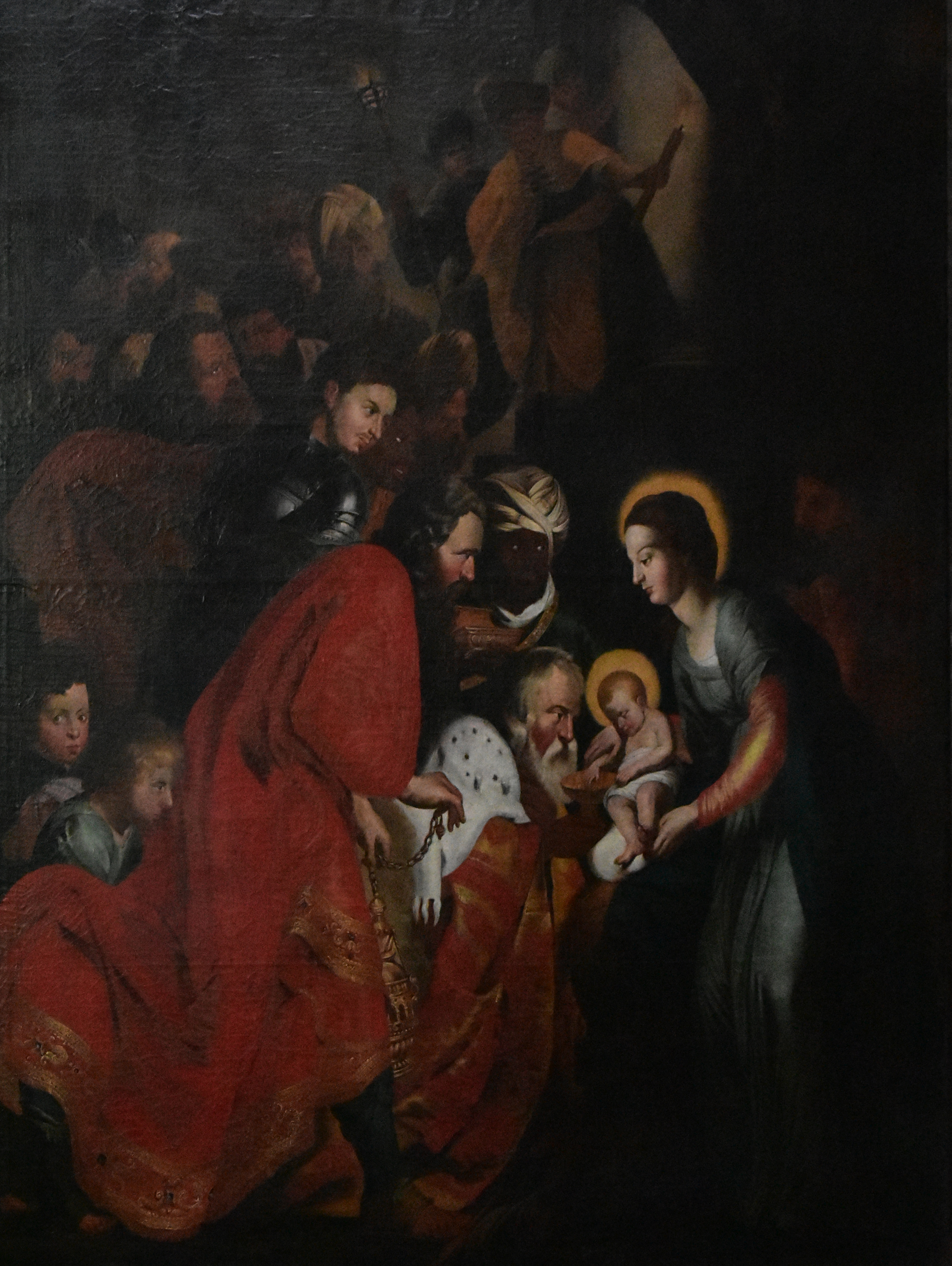
Adoration des Mages, huile sur toile, église de Mechelen-aan-de-Maas.